# 湖口镇 (南雄市)
湖口镇，是中华人民共和国广东省南雄市下辖的一个乡镇级行政单位。

## 行政区划
湖口镇下辖以下地区：
湖口社区、里和村、三角村、三水村、积塔村、长市村、新湖村、新迳村、矿石村、岗围村、湖口村、太和村和承平村。